# Pelecopsis elongata
Pelecopsis elongata är en spindelart som först beskrevs av Karl Friedrich Wider 1834.  Pelecopsis elongata ingår i släktet Pelecopsis och familjen täckvävarspindlar. Arten är reproducerande i Sverige. Inga underarter finns listade i Catalogue of Life.